# 寺尾星奈
寺尾 星奈（てらお せな、2001年6月17日 - ）は、東京都出身の女子サッカー選手。岡山湯郷Belle所属。ポジションはフォワード。

## 来歴
2024年12月24日、岡山湯郷Belleへの移籍が発表された。

## 所属クラブ
- 2024年 オルカ鴨川FC
- 2025年 - 岡山湯郷Belle